# William Ferguson
William »Willie« Ferguson, južnoafriški dirkač Formule 1, * 6. marec 1940, Johannesburg, Južnoafriška republika, † 19. maj 2007.
William Ferguson je upokojeni južnoafriški dirkač Formule 1. V svoji karieri je nastopil le na domači dirki za Veliko nagrado Južne Afrike v sezoni 1972, kjer mu z dirkalnikom Brabham BT33 manjšega moštva Team Gunston zaradi okvare dirkalnika ni uspelo štartati.

## Popolni rezultati Formule 1
(legenda) (odebeljene dirke pomenijo najboljši štartni položaj, poševne pa najhitrejši krog, †-uvrščen kljub odstopu)
| Leto | Moštvo       | Šasija       | Motor       | 1   | 2       | 3   | 4   | 5   | 6   | 7  | 8   | 9   | 10  | 11  | 12  | Prv | Toč |
| ---- | ------------ | ------------ | ----------- | --- | ------- | --- | --- | --- | --- | -- | --- | --- | --- | --- | --- | --- | --- |
| 1972 | Team Gunston | Brabham BT33 | Cosworth V8 | ARG | JAR DNS | ŠPA | MON | BEL | FRA | VB | NEM | AVT | ITA | KAN | ZDA | -   | 0   |